# 阿尔特基什站
阿尔特基什站，是法国的一个铁路车站，位于法国东部城市阿尔特基什。

## 位置
阿尔特基什站位于阿尔特基什市区的北部，巴黎－米卢斯铁路474.231公里处。车站大致呈东西走向，开口朝南。

## 站台设置
| 北↑ |      |  |             |
| A道 |      |  |             |
|     | 岛式 |  |             |
| B道 |      |  | ←贝尔福方向 |
| C道 |      |  | 米卢斯方向→ |
|     | 岛式 |  |             |
| D道 |      |  | 主站房      |
| 南↓ |      |  |             |

## 停靠线路
以下列车线路在阿尔特基什站停靠：
| 阿尔特基什站列车线路表 |      |          |                   |              |
| 线路                   | 车种 | 上一站   | 下一站            | 大致运行频率 |
| 巴黎—米卢斯            | TER  | 贝尔福   | 米卢斯            | 每天2趟左右  |
| 贝尔福—米卢斯          | TER  | 当讷马里 | 瓦莱姆/伊勒菲尔特 | 每天9趟左右  |
| 1.                     |      |          |                   |              |

## 配套交通

### 长途客车
| 停靠阿尔特基什站的大巴车 |                  | |
| 上下车地点               | 运营单位         | 主要线路及目的地 |
| 阿勒特基什站门口         | 上莱茵省城际客运 | - 804线：当讷马里 · 巴勒施维莱 · 塞尔奈 - 829线：克诺埃兰格 · 下朗斯帕克 · 上朗斯帕克 · 圣路易 - 830线：米卢斯 · 伊尔茨巴克 · 伊尔桑格 · 埃梅尔斯多夫 · 菲勒德巴克 · 旧费雷特 · 费雷特 - 851线：瓦勒迪格霍芬 · 伊塔勒 · 米埃斯帕克 · 上米埃斯帕克 · Bouxwiller |
| 阿勒特基什站门口         | SNCF Car TER     | - 瓦勒丢吕特朗 - 当某条铁路线施工或罢工时，SNCF可能也会提供途径该线路沿途站点的大巴车 |
| 1. 2. 3. 4. 5.           |                  | |

### 城市公共交通
阿尔特基什站附近暂无常规城市公共交通线路。

### 社会车辆
阿尔特基什站西侧设有社会车辆及自行车停车场。

## 临近车站
| 阿尔特基什站（Gare d'Altkirch） |                  |                  |
| 上行车站                        | 线路             | 下行车站         |
| 达讷马里站 9.3km ←              | 巴黎－米卢斯铁路 | 瓦莱姆站 → 3.1km |
| - 本表仅显示运营中的线路及车站  |                  |                  |